# 小松﨑花菜
小松﨑 花菜（こまつざき はな、1997年9月19日 - ）は、名古屋テレビ放送（メ〜テレ）のアナウンサー。

## 経歴
茨城県新治郡八郷町（現・石岡市）出身。茨城県立牛久栄進高等学校、法政大学社会学部メディア社会学科卒業。大学4年時にAmeba news BS朝日のニュースの学生キャスターを務め、卒業後の2020年4月にメ〜テレへ入社。同年7月20日のドデスカ!「学生応援宣言 高校球児の夏」コーナーで初鳴きした。

## 人物
- 学生時代は新幹線の車内販売のアルバイトをしていた[1][注 1]。

## 現在の出演番組
- ドデスカ! (土曜日) メインMC（2024年4月6日 - ）
- ドデスカ!サブMC 
  - 月～水曜担当（2022年3月28日 - 2023年3月30日、2023年10月2日 - 2024年3月27日）
  - 月・水・木曜担当（2023年4月3日 - 2023年9月28日）
  - 金曜担当（2024年4月4日 - ）
  - コーナー担当（木曜:絶景さん）
- グッド!モーニング（サブキャスター、2024年10月6日 - 、日曜のみ）
- メ〜テレNEWS（不定期）

## 過去の出演番組

### 学生時代
- BS朝日ニュース　(大学生キャスター、2019年4月 - 2020年3月）
- AbemaNews (大学生キャスター、（2019年4月 - 2020年3月）

### メ〜テレ入社後
- Spoken!(「異例尽くしの特別な夏！高校野球1時間SP」、2020年7月25日）
- ドデスカ!（「学生応援宣言 高校球児の夏」、2020年7月20 - 7月24日、8月3日 - 8月7日）
- アップ!（金曜「18時台後半ニュース」担当、2020年10月9日 - 2021年3月26日）→「金曜中継」担当、2021年4月2日 - 2022年3月25日）
- ドデスカ!ドようびデス。  (はなちゃんが行く！125市町村わがマチ撮レジャー担当、2021年4月3日 - 2023年9月30日）
- サンデーLIVE!!（サブキャスター、2023年10月1日 - 2024年9月）